# Humberto Coelho
Humberto Manuel de Jesus Coelho (Cedofeita, 1950. április 20. –) portugál válogatott labdarúgó, edző.

## Sikerei, díjai

### Játékosként
- SL Benfica
  - Portugál bajnok: 1968–69, 1970–71, 1971–72, 1972–73, 1974–75, 1980–81, 1982–83, 1982–83
  - Portugál kupa: 1968–69, 1969–70, 1971–72, 1979–80, 1980–81, 1982–83, 1984–85
  - Portugál szuperkupa: 1980